# Église Saint-Nicolas-de-Véroce de Saint-Gervais-les-Bains

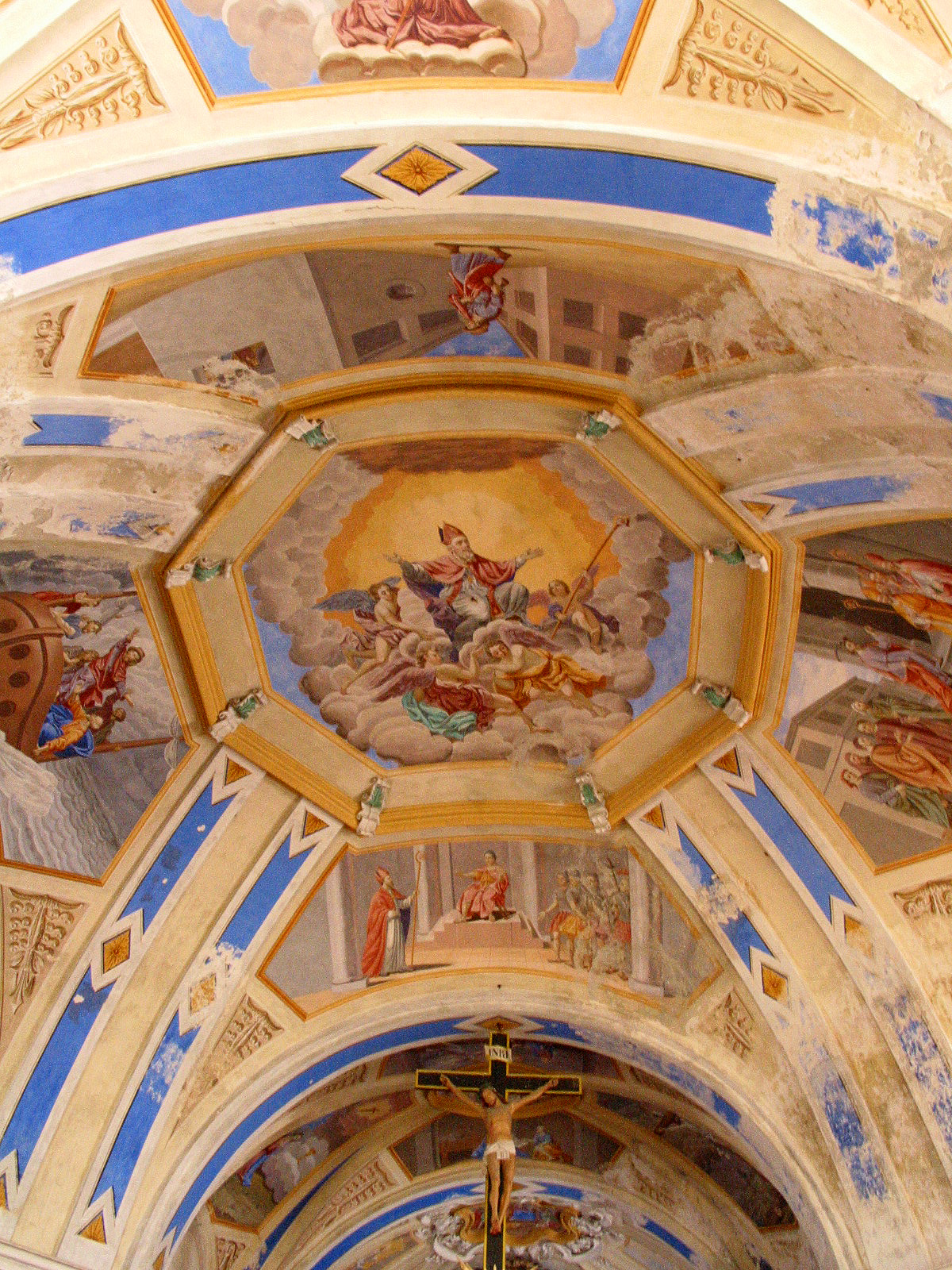
Fresques de l'église de Saint-Nicolas de Véroce (XVIIe siècle).

L'église Saint-Nicolas-de-Véroce est une église catholique située à Saint-Gervais-les-Bains, en France.

## Localisation
L'église est située au hameau de Saint-Nicolas-de-Véroce sur la commune de Saint-Gervais-les-Bains dans le département français de la Haute-Savoie.

## Historique
L'église, dédiée à Nicolas de Myre, n'est attestée qu'en 1280, tout en supposant qu'elle puisse être bien antérieure. Elle est liée à l'abbaye de Contamine-sur-Arve. Cependant, il semble que l'église ait reçu au XIe siècle une relique du saint, un os du poignet, qui est enchâssé dans un bras reliquaire, devenant un pôle de diffusion du saint pour la Savoie.
Construite en 1725 grâce à l'apport financier de ceux qui ont migré (colporteurs, etc.), elle reflète la ferveur religieuse de toute une vallée au début du XVIIIe.

## Description
L'église possède sur sa voûte une peinture, du XIXe siècle, ayant pour sujet l'apothéose de saint Nicolas, réalisée par les artistes originaires de la Valsesia, Giuseppe Antonio et Lorenzo Avondo

## Protection
L'édifice est classé au titre des monuments historiques en 2006.
Il possède par ailleurs certains objets qui font eux-mêmes l'objet d'une protection :
- Un devant d'autel du XVIIe siècle[6],
- Un lustre du XVIIIe siècle[7],
- Un retable du maître-autel avec deux statues de saint Roch et saint Étienne, présent dans l'ancienne église, réalisé par Jacques Clairant en 1698. Celui-ci a été embelli ainsi que réparé, orné de sculptures et de doré par Joseph Albertini en 1771[8],
- D'objets de culte :chape, chasuble, 2 dalmatiques, 3 manipules, 3 étoles, voile de calice des XVIIe siècle-XVIIIe siècle[9], des burettes et plateaux de 1757[10], et d'un encensoir de 1733[11],
- Un tableau de broderie représentant la Sainte Famille[12],
- De quatre reliquaires, constitués par un cadre de bois sculpté, du XVIIe siècle[13],
- D'un reliquaire-monstrance du XVIIIe siècle[14], ainsi qu'un autre de saint Laurent de 1738[15], d'un reliquaire de saint Sébastien-Antoine et saint Nicolas du XVe siècle[16],
- D'un ostensoir de 1733[17].